# Vuur (trigram)
Vuur is een trigram uit het Chinese Boek van Veranderingen. Het trigram stelt het element vuur voor.
Het ziet er als volgt uit:
```
----- 3 Yang
-- -- 2 Yin
----- 1 Yang

```

Betekenissen van het trigram:
- Vuur, de zon;
- Open;
- windrichting: het zuiden

Met de trigrammen van de I Tjing kunnen de hexagrammen worden samengesteld.